# 허브 볼랜드

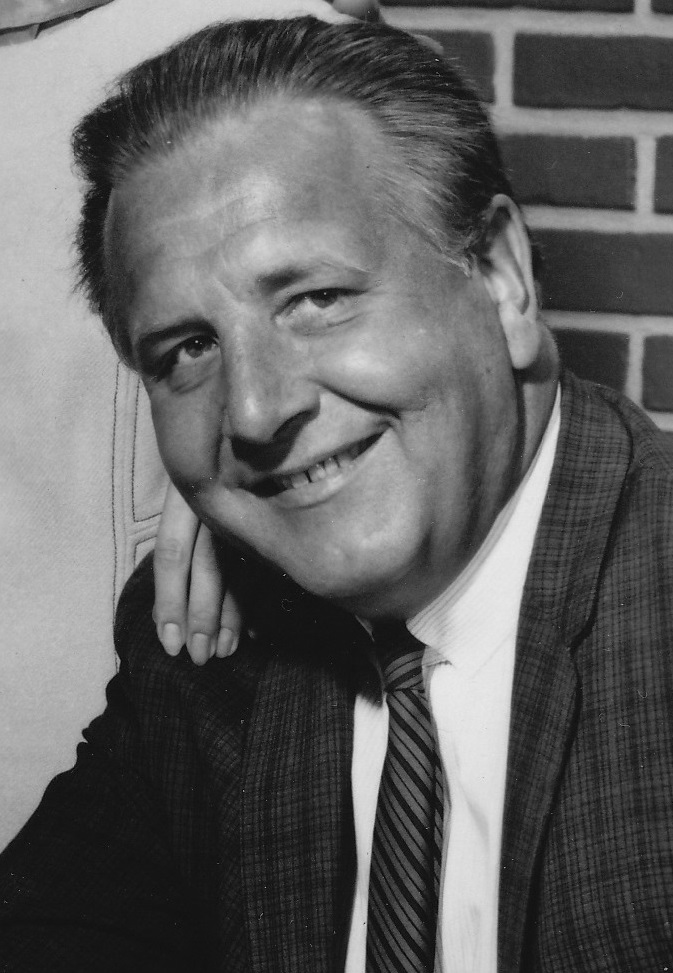

허브 볼랜드(Herb Voland, 1918년 10월 2일 ~ 1981년 4월 26일)는 미국의 배우, 연극 배우이다.
뉴로셸에서 태어났으며 리버사이드에서 사망하였다. 사인은 뇌졸중이다.

## 영화
- 몬스터 가족 (1981년)
- 겟팅 웨이스티드 (1980년)
- 에어플레인 (1980년)
- 목사님 만세 (1979년)
- 테일 거너 조 (1977년)
- 용감한 형제 (1977년)
- 매쉬 - 시리즈 (1972년)
- 위드 식스 유 겟 애그롤 (1968년)
- 아내는 요술쟁이 (1964년)